# Jardinella carnarvonensis
Jardinella carnarvonensis là một loài ốc nước ngọt cỡ nhỏ, là động vật thân mềm chân bụng sống dưới nước thuộc họ Hydrobiidae. Đây là loài đặc hữu của Úc.